# Chef de famille (film)
Pour plus de détails, voir Fiche technique et Distribution.
Chef de famille (Προστάτης Οικογένειας (Prostatis Oikogénias)) est un film grec réalisé par Níkos Perákis et sorti en 1997.

## Synopsis
Un aspirant écrivain et enseignant sans emploi, Alexandros Kontos (Renos Haralambidis), accepte de « relire » l'autobiographie d'une chanteuse populaire, Calypso. Celle-ci est aussi l'épouse de Sotiris Mandrakas le richissime patron de la chaîne de télévision Hellas ΤV. Alexandros dispose d'une grande quantité de documents, dont une bonne partie très confidentielle, pour écrire l'autobiographie de la vedette : cassettes, vidéos, journaux, photos, poèmes, etc. Cependant, il se fait voler l'intégralité des documents et se retrouve très vite au cœur d'une machination qui le dépasse. Alexandros finit même par se retrouver accusé du kidnapping de Myrto, la fille de Calypso et belle fille de Mandrakas. Les médias se font le relais de la culpabilité d'Alexandros qui finit par être arrêté. Lorsque le juge chargé d'instruire l'affaire meurt, Alexandros est soupçonné de meurtre. Il s'avère que c'est Calypso qui a fait enlever Myrto car elle avait une liaison avec son beau-père. Ce dernier était au courant, mais a profité de l'affaire pour booster l'audience de sa chaîne. Quant à la mort du juge, ami de Mandrakas, c'est un suicide.

## Fiche technique
- Titre : Chef de famille
- Titre original : Προστάτης Οικογένειας (Prostatis Oikogénias)
- Réalisation : Níkos Perákis
- Scénario : Níkos Perákis
- Direction artistique : Daphne Kaloyanni
- Décors :
- Costumes : Maria Kotodima
- Photographie : Platonas Andronidis
- Son : Marinos Athanassopoulos
- Montage : Giorgos Mavropsaridis
- Musique : Nikos Mamangakis
- Production :  Centre du cinéma grec, Stefi SA, Odeon et Níkos Perákis
- Pays d'origine :  Grèce
- Langue : grec
- Format :  Couleurs - 35 mm - 1:1.66 - Dolby SR
- Genre : Comédie
- Durée : 99 minutes
- Dates de sortie : 1997

## Distribution
- Renos Haralambidis
- Katerina Yiatzoglou
- Alkis Panagiotidis
- Cassandra Voyiatzi
- Natalia Papaioannou
- Evris Papanikolas
- Giorgos Marinos